# John "Pondoro" Taylor
John Howard "Pondoro" Taylor (1904-1969) fue un cazador profesional de ascendencia irlandesa. Nació en Dublín, Irlanda. Su padre fue un cirujano, y desarrolló la necesidad de ir a África y convertirse en cazador profesional . Taylor buscaba principalmente por cuenta propia y tenía poco interés en guiar a los clientes. Sus padres pagaron su pasaje a Ciudad del Cabo . En África experimentó extensamente con diferentes tipos de rifles y calibres, convirtiéndose en un experto en rifles de caza mayor. A Taylor se le atribuye el desarrollo de Factor KO de Taylor. Además es autor de varios libros. John Taylor murió en 1969 en Londres .

## Biografía
Aunque Taylor cazó con varias armas de fuego, prefería los rifles dobles británicos sobre cualquier otro mecanismo, especialmente cuando cazaba animales peligrosos. Su afición por calibres grandes como el .450/.400 Nitro-Express, .500/.465 Nitro-Express y .375 Holland & Holland Magnum se demuestra una y otra vez en sus escritos. De los 450/.400 dice,

It has ever been one of my favorites.  I have used it extensively on all kinds of African game from elephant down with the greatest possible satisfaction.

Hablando del .375 Magnum (un cartucho que aún se vende), escribe:

Undoubtedly one of the deadliest weapons in existence. I've had five of these rifles—two doubles and three magazines—and have fired more than 5,000 rounds of .375 Magnum ammunition at game.  One of them accounted for more than 100 elephant and some 411 buffalo, besides rhino, lions and lesser game.

Habiendo cazado por más de treinta años en el continente africano, Taylor abatió más de 1000 elefantes.

## Libros
- Caza mayor y rifles de caza mayor (1948)[4]
- Rifles y cartuchos africanos (1948)[5]
- Pondoro: El último de los cazadores de marfil (1955)[6]
- Sombras de la vergüenza (una novela) (1956)[7]
- Devoradores de hombres y merodeadores (1959)[8]